# أنا العدالة (فلم)
أنا العدالة فيلم دراما مصري إنتاج سنة 1961، من إخراج حسين صدقي وبطولة حسين صدقي، مها صبري ، نجوى فؤاد ، أحمد لوكسر ،عباس فارس ،نظيم شعراوي ،محمد رضا.

## قصة الفيلم
تدور أحداث الفيلم في إطار درامي في ليلة رأس السنة ، حيث تحتفل مجموعة من صفوة المجتمع في قصر الرجل الثري (منير عزت) ، وهناك تتغير مجريات الأمور ، حيث تصير حياة كل واحد من المدعوين على المحك ، بعد أن يكشف شخص مجهول حقيقة كل منهم عن طريق تسجيل يتم إذاعته بعد دخولهم إلى القصر ، ويقرر أن يحقق هو العدل بيديه، فيقتص من كل منهم ، ويكشف خطاياهم أمام بعضهم البعض.